# Aulostomus strigosus

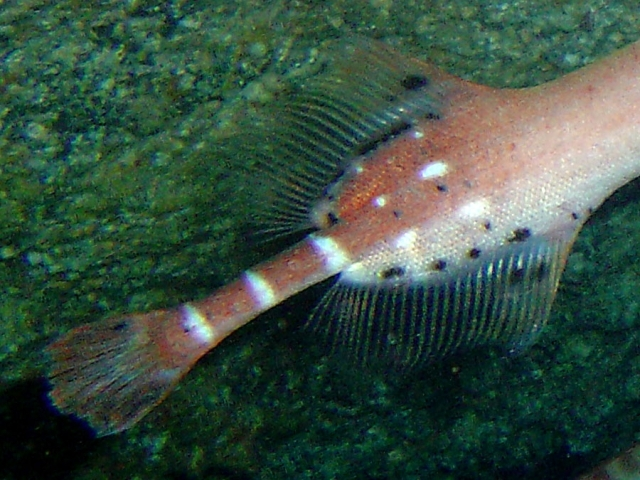
Detalle de las aletas y el patrón de coloración habitual.

El pez trompeta del atlántico oriental o trompeta africana (Aulostomus strigosus), es una especie de pez Actinopterygii, de la familia Aulostomidae.
Está distribuida por el este subtropical y tropical del océano Atlántico, en las islas Canarias, Madeira, Cabo Verde e islas del oeste tropical africano.
En un estudio sobre el género de varios especialistas, se constató que A. strigosus tiene la misma estructura, número de radios, escamas y vértebras, que la especie Indo-Pacífica emparentada A. chinensis. Tras otras consideraciones, y análisis filogenéticos de las tres especies del género, entre otras cosas, se concluyó que A. strigosus proviene de A. chinensis, y no de la otra especie atlántica A. maculatus.

## Morfología y descripción
Como todo el género, tiene cuerpo largo, con la boca hacia arriba, en la parte delantera de un hocico largo, tubular. Cuenta con 24-27 radios blandos dorsales, y 26-29 radios blandos anales. 
Tienen la capacidad de variar su color, según su estado de excitación o sus estrategias de camuflaje, mimetizándose con el medio, al desplegar tonalidades acordes al hábitat. Del más frecuente pardo o azulado uniforme, al verde o con tonos anaranjados, o tonalidades intermedias. Sobre el cuerpo puede desplegar un patrón de líneas pálidas, verticales y/u horizontales, o un moteado oscuro. Las aletas dorsal y anal son semitransparentes, de aspecto similar, con un punto negro en su parte anterior, y ubicadas de forma opuesta, en la parte trasera del cuerpo. Normalmente presenta un patrón de cuatro puntos blancos en el cuerpo, entre las aletas dorsal y anal; tres líneas verticales blancas en el largo pedúnculo caudal, y un puntito negro, submarginal, en cada margen de la aleta caudal. 
Su tamaño máximo es de 75 cm de longitud.

## Hábitat y comportamiento
Es una especie demersal. Ocurre en fondos rocosos de aguas superficiales interiores.
Su rango de profundidad está entre 5 y 25 metros.

## Distribución geográfica
Se distribuye en el este del océano Atlántico. Es especie nativa de Cabo Verde; islas Canarias (España); Madeira (Portugal); Santa Helena y Santo Tomé y Príncipe. Se han reportado localizaciones en Brasil, aunque, hoy por hoy, están clasificadas como cuestionables.

## Alimentación
Son carnívoros, y se alimentan de gambas, y de pequeños peces,
Cuando se alimenta, abre la boca del diámetro del cuerpo para succionar a sus presas.

## Reproducción
No se disponen muchos datos específicos sobre su reproducción, salvo que son ovíparos, de huevos pelágicos, y tienen una fase larval también pelágica. En Madeira desovan entre marzo y junio.

## Galería

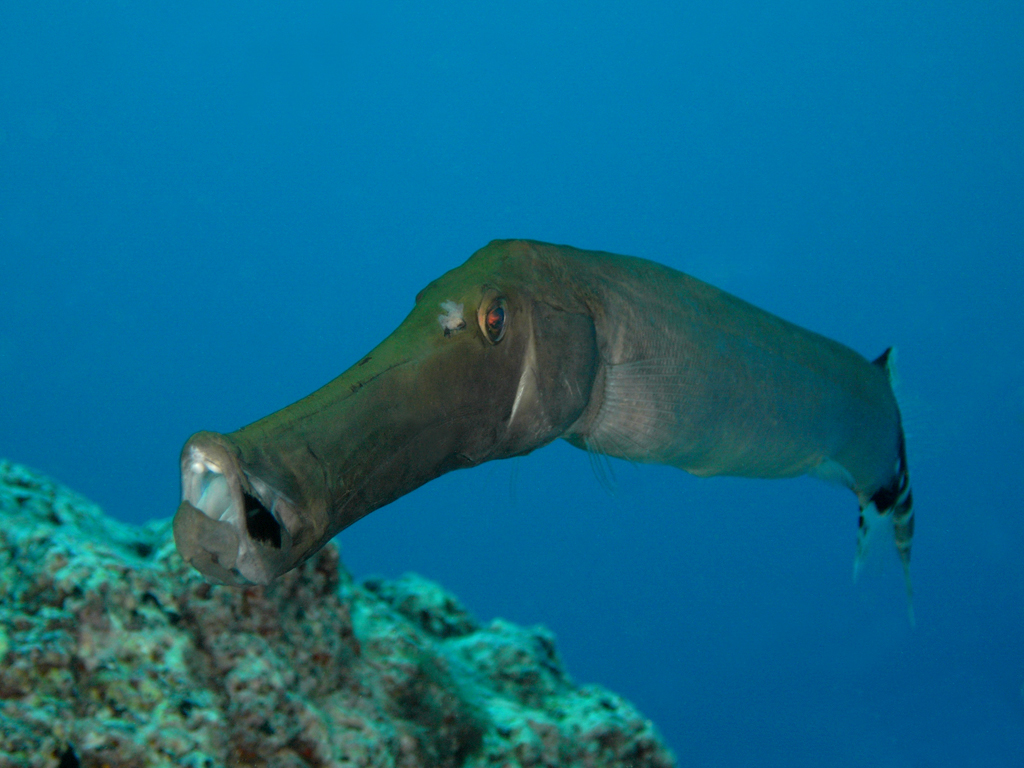
Vista frontal, detalle de boca succionadora.
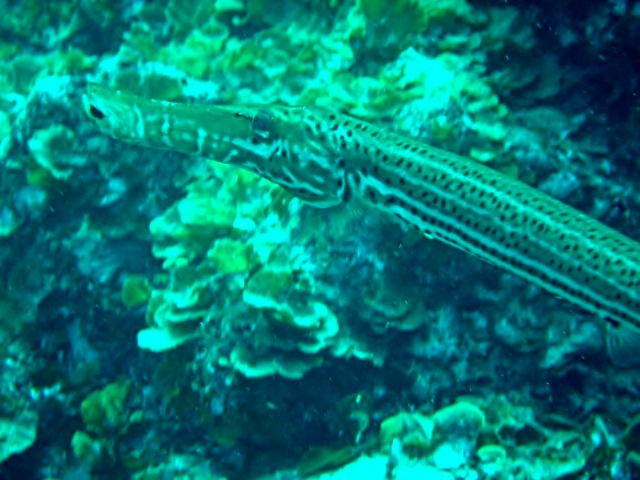
Variación verdosa en El Hierro, España.
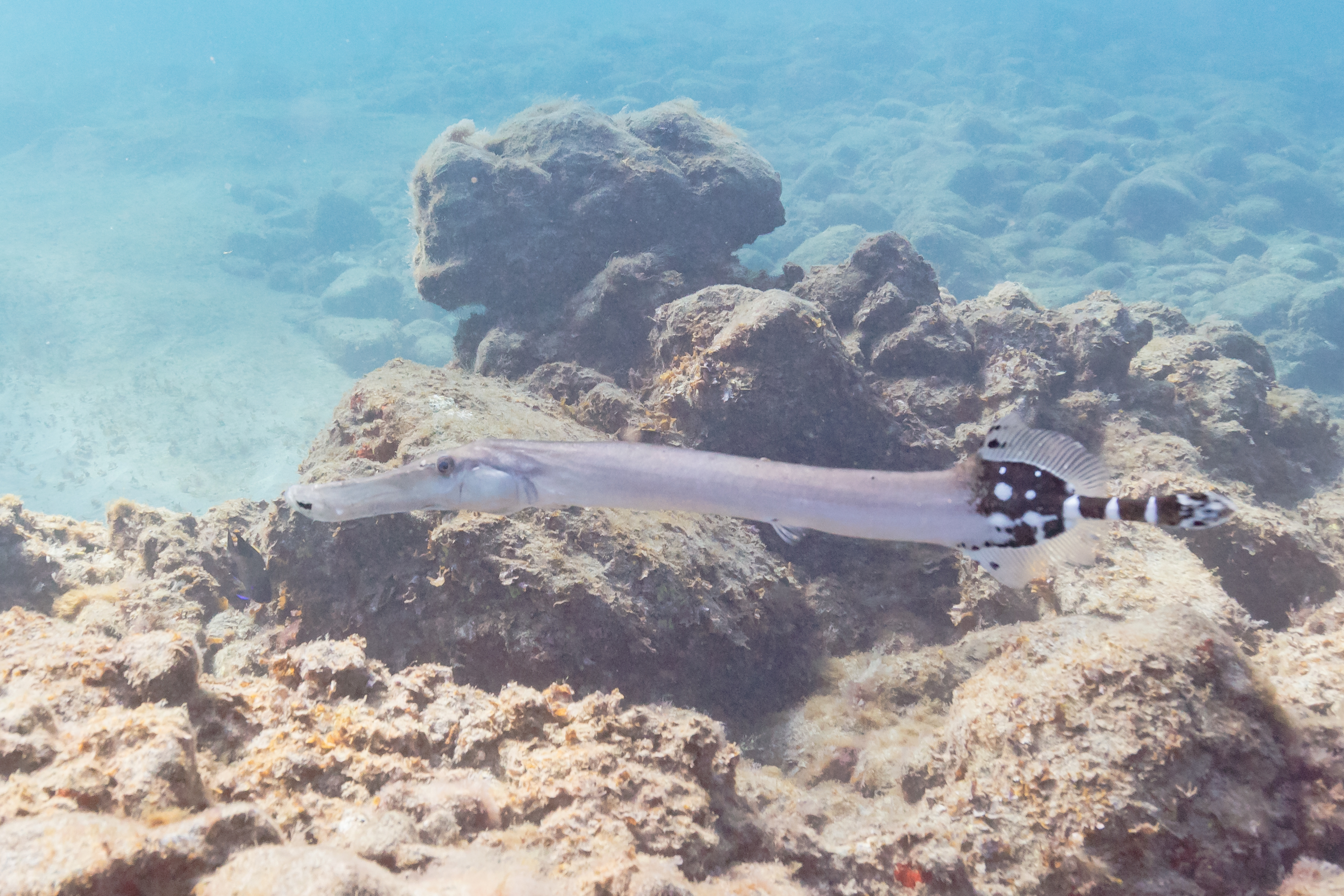
Variación azulada en Tenerife, España.
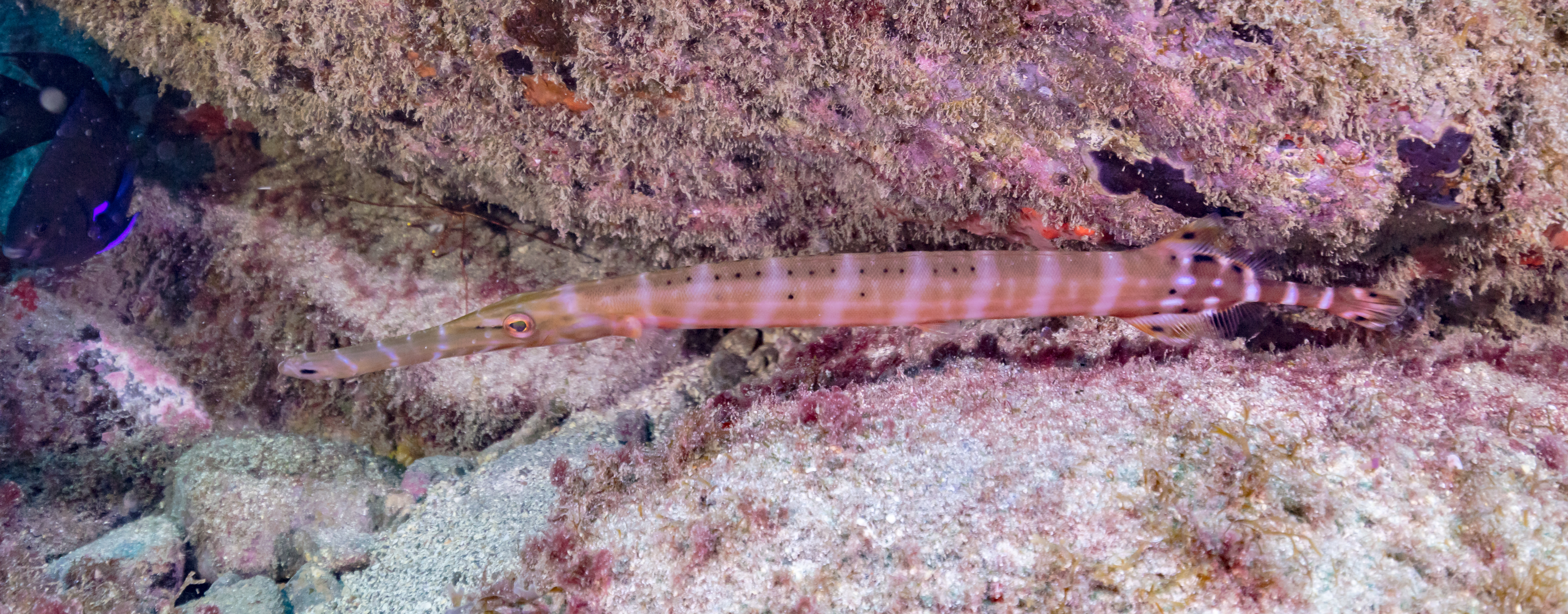
Variación marrón-naranja en Tenerife, España.
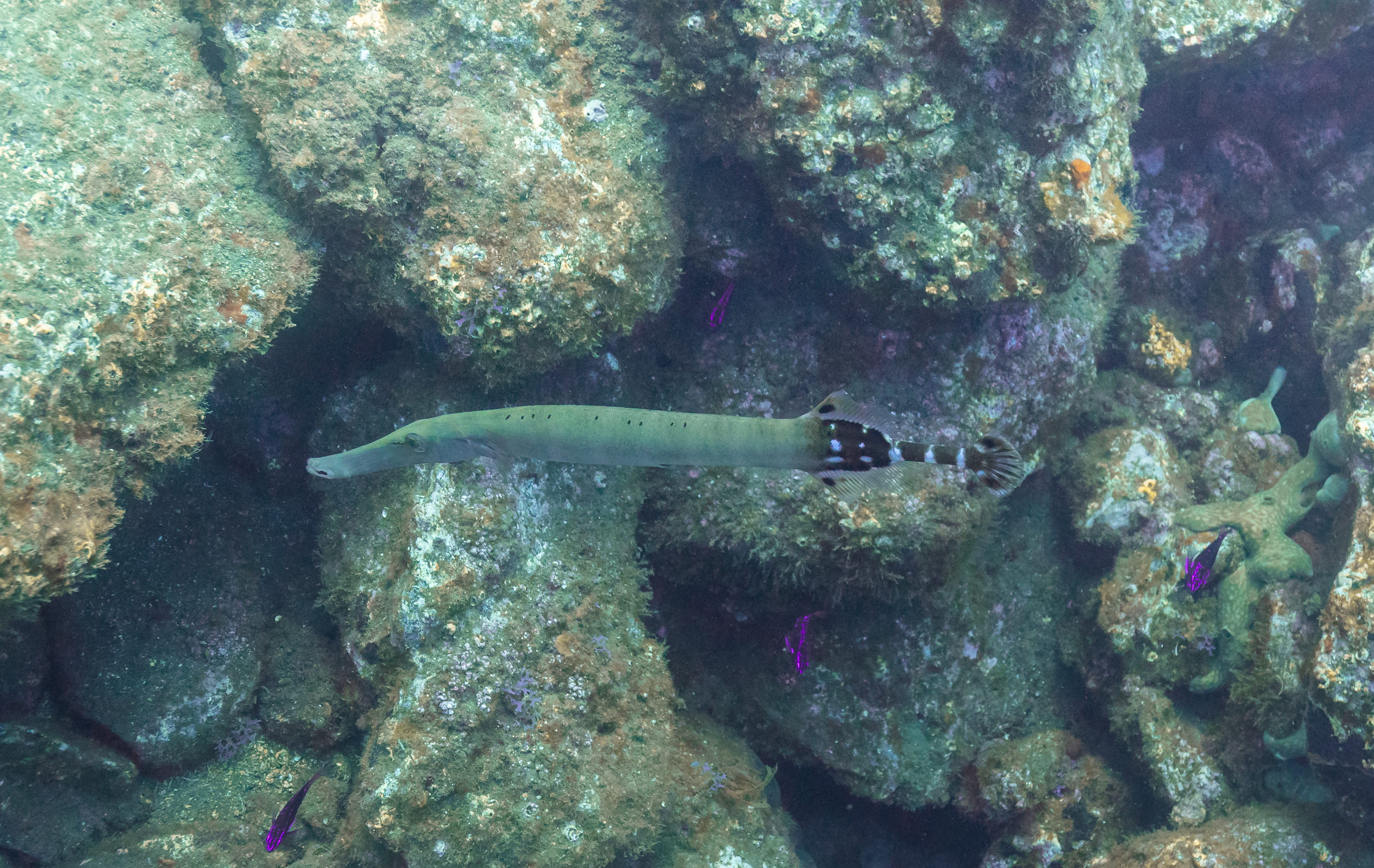
Ejemplar en Madeira, Portugal.
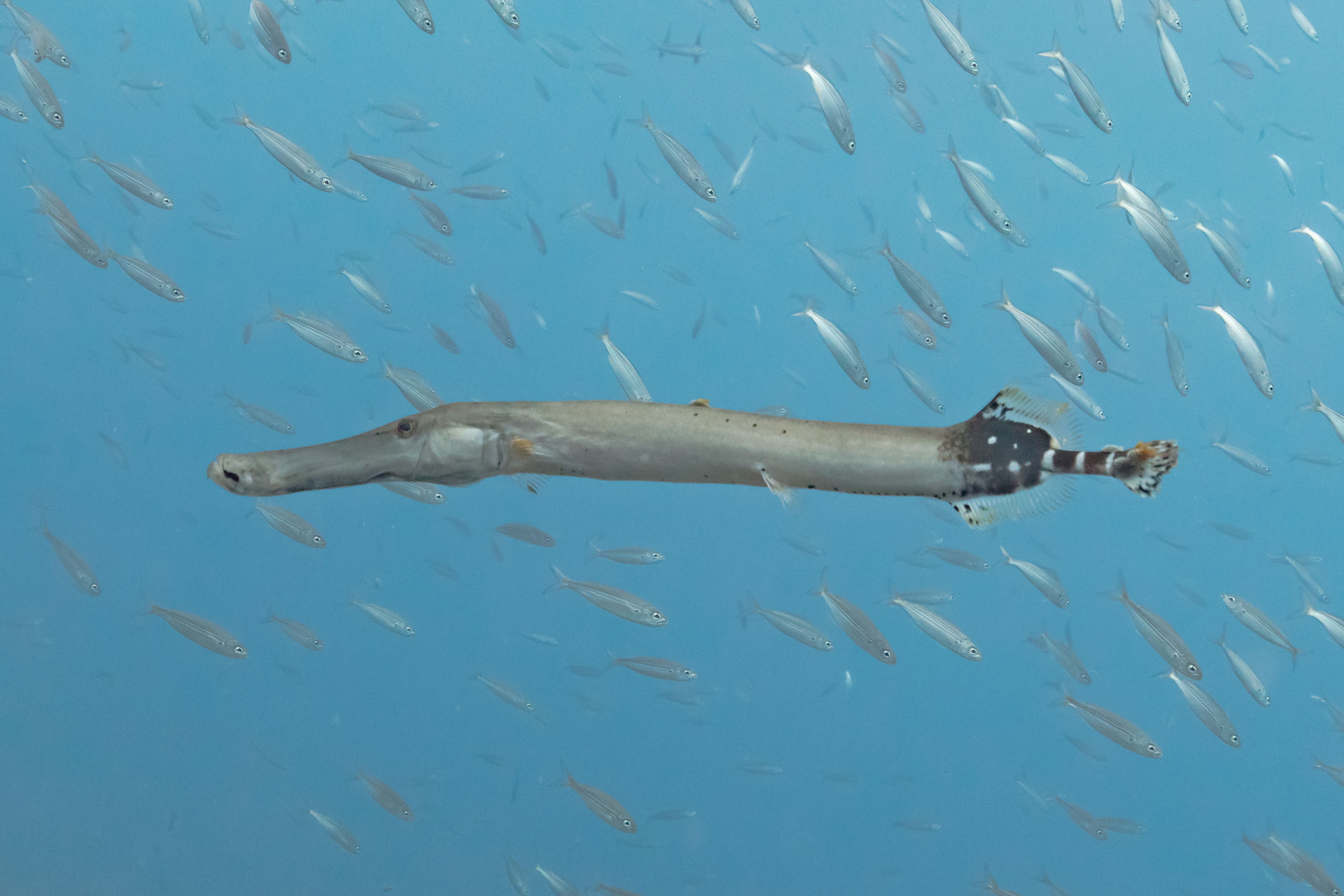
Ejemplar de las costas de Tenerife, España.